# Mount Ajax
Mount Ajax – szczyt Gór Admiralicji w Górach Transantarktycznych na Ziemi Wiktorii w Antarktydzie Wschodniej.

## Nazwa
Nazwany przez antarktyczną ekspedycję New Zealand Geological Survey (1957–1958) – nazwa upamiętnia nowozelandzki statek HMNZS Ajax . Kilka sąsiednich szczytów nosi nazwy na cześć nowozelandzkich statków .

## Geografia
Szczyt Gór Admiralicji w Górach Transantarktycznych na Ziemi Wiktorii w Antarktydzie Wschodniej wznoszący się na wysokość 3770 m . Położony jest ok. 1,6 km na południowy zachód od Mount Royalist .